# Perinad
Perinad es una ciudad censal situada en el distrito de Kollam en el estado de Kerala (India). Su población es de 35173 habitantes (2011). Se encuentra a 7 km de Kollam y a 70 km de Trivandrum.

## Demografía
Según el censo de 2011 la población de Perinad era de 35173 habitantes, de los cuales 17046 eran hombres y 18127 eran mujeres. Perinad tiene una tasa media de alfabetización del 94,53%, superior a la media estatal del 94%: la alfabetización masculina es del 96,47%, y la alfabetización femenina del 92,73%.